# Selaginella semicordata
Selaginella semicordata är en mosslummerväxtart som först beskrevs av Wall, William Jackson Hooker och Grev., och fick sitt nu gällande namn av Antoine Frédéric Spring. Selaginella semicordata ingår i släktet mosslumrar, och familjen mosslummerväxter. Inga underarter finns listade i Catalogue of Life.